# Shucheng
Shucheng är ett härad i staden Lu'an i provinsen Anhui i östra Kina.
Shucheng är indelat i 15 köpingar, sex socknar och en administrativ enhet på sockennivå.
Köpingar (zhen):

- Baishenmiao (百神庙镇)
- Chengguan (城关镇)
- Ganchahe (干汊河镇)
- Hangbu (杭埠镇)
- Hepeng (河棚镇)
- Nangang (南港镇)
- Qianrenqiao (千人桥镇)
- Shanqi (山七镇)
- Shucha (舒茶镇)
- Tangchi (汤池镇)
- Taoxi (桃溪镇)
- Wanfohu (万佛湖镇)
- Wuxian (五显镇)
- Xiaotian (晓天镇)
- Zhangmuqiao (张母桥镇)

Socknar (xiang):

- Bailin (柏林乡)
- Chunqiu (春秋乡)
- Gaofeng (高峰乡)
- Luzhen (庐镇乡)
- Quedian (阙店乡)
- Tangshu (棠树乡)

Område på sockennivå:
- Shucheng Xian Jingji Kaifaqu ekonomisk utvecklingszon (舒城县经济开发区)